# Mamadama Bangoura
Pour les articles homonymes, voir Bangoura.
Mamadama Bangoura, née le 10 novembre 1993, est une judokate guinéenne.

## Carrière
Elle a participé aux Jeux olympiques d'été de 2016 dans l'épreuve féminine des 63 kg, dans laquelle elle a été éliminée par Estefania García au premier tour,. Elle était le porte-drapeau de la Guinée au défilé des nations.
Mamadama Bangoura n'est pas retournée en Guinée après les Jeux olympiques d'été de 2016 au Brésil, ayant disparu après avoir laissé un message disant qu'elle voulait tenter sa chance à l'étranger.